# Marcos Ondruska
Marcos Ondruska (Bloemfontein, 18 dicembre 1972) è un allenatore di tennis ed ex tennista sudafricano.

## Carriera
Ottenne il suo best ranking in singolare il 10 maggio 1993 con la 27ª posizione; mentre nel doppio divenne, il 2 agosto 1993, il 34º del ranking ATP.
Nel corso della sua carriera, in singolare, ha ottenuto la vittoria finale in sette tornei del circuito challenger ed ha raggiunto tre volte la finale di un torneo del circuito ATP uscendone però sempre sconfitto.
In doppio, ha conquistato la vittoria in quattro tornei del circuito ATP (ad Auckland, Palermo, Tel Aviv e Long Island), tre dei quali nel corso di un singolo anno, il 1996.
Ha fatto parte della squadra sudafricana di Coppa Davis dal 1993 al 2001 con un bilancio di tredici vittorie e nove sconfitte.

## Statistiche

### Singolare

#### Vittorie (0)
| Legenda singolare         |
| Grande Slam (0)           |
| ATP World Tour Finals (0) |
| ATP Masters 1000 (0)      |
| ATP World Tour 500 (0)    |
| ATP World Tour 250 (0)    |
| Challengers (7)           |
| Futures (0)               |

| Numero | Data             | Torneo                              | Superficie  | Sfidante in finale  | Punteggio     |
| 1.     | 31 luglio 1989   | Durban Challenger 1989, Durban      | Cemento     | Ugo Colombini       | 6-4, 6-4      |
| 2.     | 9 settembre 1991 | Azores Challenger 1991, Azzorre     | Cemento     | Henrik Holm         | 6-3, 2-6, 7-6 |
| 3.     | 6 luglio 1992    | Neu Ulm Challenger 1992, Nuova Ulma | Terra rossa | Marc-Kevin Goellner | 7-6, 6-1      |
| 4.     | 26 ottobre 1992  | Brest Challenger 1992, Brest        | Cemento (i) | Bernd Karbacher     | 5-7, 6-3, 6-0 |
| 5.     | 18 maggio 1998   | Budapest Challenger 1998, Budapest  | Terra rossa | Davide Sanguinetti  | 4-6, 7-5, 7-6 |
| 6.     | 18 ottobre 1999  | Houston Challenger 1999, Houston    | Cemento     | James Sekulov       | 7-6, 6-1      |
| 7.     | 8 novembre 1999  | Miami Challenger 1999, Miami        | Cemento     | Radek Štěpánek      | 6-2, 6-2      |

#### Sconfitte in finale (3)
| Numero | Data              | Torneo                               | Superficie  | Sfidante in finale | Punteggio     |
| 1.     | 14 settembre 1992 | Cologne Open 1992, Colonia           | Terra rossa | Bernd Karbacher    | 6(4)–7, 4-6   |
| 2.     | 22 febbraio 1993  | Tennis Channel Open 1993, Scottsdale | Cemento     | Andre Agassi       | 2-6, 6-5, 3-6 |
| 3.     | 24 ottobre 1996   | Tel Aviv Open 1996, Tel Aviv         | Cemento     | Javier Sánchez     | 4-6, 5-7      |

### Doppio

#### Vittorie (4)
| Legenda doppio            |
| Grande Slam (0)           |
| ATP World Tour Finals (0) |
| ATP Masters 1000 (0)      |
| ATP World Tour 500 (0)    |
| ATP World Tour 250 (4)    |
| Challengers (13)          |
| Futures (1)               |

| Numero | Data              | Torneo                                             | Superficie  | Compagno           | Avversari in Finale                   | Punteggio           |
| 1.     | 1º luglio 1991    | Salerno Challenger 1991, Salerno                   | Terra rossa | Nicolás Pereira    | Emilio Benfele Álvarez Pietro Pennisi | 6-4, 6-4            |
| 2.     | 21 settembre 1992 | Bucharest Challenger 1992, Bucarest                | Terra rossa | Horacio de la Peña | Jean-Philippe Fleurian Markus Naewie  | 6-4, 6-2            |
| 1.     | 8 gennaio 1996    | Heineken Open 1996, Auckland                       | Cemento     | Jack Waite         | Jonas Björkman Brett Steven           | W/O                 |
| 3.     | 16 settembre 1996 | Bad Saarow Challenger 1996, Bad Saarow             | Terra rossa | Jens Knippschild   | Paul Rosner Joost Winnink             | 6-3, 6-3            |
| 2.     | 23 settembre 1996 | Campionati Internazionali di Sicilia 1996, Palermo | Terra rossa | Andrew Kratzmann   | Cristian Brandi Emilio Sánchez        | 7-6, 6-4            |
| 3.     | 14 ottobre 1996   | Tel Aviv Open 1996, Tel Aviv                       | Cemento     | Grant Stafford     | Noam Behr Eyal Erlich                 | 6-3, 6-2            |
| 4.     | 18 agosto 1997    | Waldbaum's Hamlet Cup 1997, Long Island            | Cemento     | David Prinosil     | Mark Keil T. J. Middleton             | 6-4, 6-4            |
| 4.     | 30 giugno 1998    | Venice Challenger 1998, Venezia                    | Terra rossa | Nebojša Đorđević   | Massimo Bertolini Sander Groen        | 1-6, 6-1, 6-2       |
| 5.     | 26 ottobre 1998   | Brest Challenger 1998, Brest                       | Cemento (i) | Neville Godwin     | Justin Gimelstob Brian MacPhie        | 6-4, 5-7, 6-4       |
| 6.     | 9 novembre 1998   | Las Vegas Tennis Open 1998, Las Vegas              | Cemento     | Byron Talbot       | David DiLucia Michael Sell            | 7-6, 6-3            |
| 7.     | 5 aprile 1999     | Tennis Napoli Cup 1999, Napoli                     | Terra rossa | Jack Waite         | Massimo Bertolini Cristian Brandi     | 6-4, 7-6            |
| 8.     | 1º giugno 1999    | Schickedanz Open 1999, Furth                       | Terra rossa | Nebojša Đorđević   | Diego del Río Martín Rodríguez        | 4-6, 6-3, 6-4       |
| 9.     | 5 luglio 1999     | Ostend Challenger 1999, Ostenda                    | Terra rossa | Steven Randjelovic | Xavier Malisse Wim Neefs              | 6-2, 6-4            |
| 10.    | 20 settembre 1999 | Austin Challenger 1999, Austin                     | Cemento     | Wesley Whitehouse  | Paul Goldstein Adam Peterson          | 7-5, 4-6, 6-2       |
| 11.    | 6 giugno 2000     | The Powder Byrne Trophy 2000, Surbiton             | Erba        | Jeff Coetzee       | Jared Palmer Jonathan Stark           | 7–6(3), 7–6(6)      |
| 12.    | 18 settembre 2000 | USTA Tennis Championship of Houston 2000, Houston  | Cemento     | Brent Haygarth     | James Blake Kevin Kim                 | 6-4, 6-2            |
| 13.    | 30 ottobre 2000   | USTA Challenger of Las vegas 2000, Las Vegas       | Cemento     | Jeff Coetzee       | Mardy Fish Andy Roddick               | 6(9)–7, 7–6(6), 6-1 |
| 1.     | 2 maggio 2005     | Korea Republic Seogwipo Futures 2005, Seogwipo     | Cemento     | Luka Gregorc       | Kyu-Tae Im Mark Nielsen               | 7-5, 3-6, 6-2       |

#### Sconfitte in finale (2)
| Numero | Data             | Torneo                           | Superficie  | Compagno      | Avversari in Finale       | Punteggio     |
| 1.     | 15 febbraio 1993 | U.S. Pro Indoor 1993, Filadelfia | Cemento (i) | Brad Pearce   | Jim Grabb Richey Reneberg | 7-6, 3-6, 0-6 |
| 1.     | 29 marzo 1993    | South African Open 1993, Durban  | Cemento     | Johan De Beer | Lan Bale Byron Black      | 6-7, 2-6      |